# Trotula di Ruggiero
Trotula di Ruggiero född ca. 1050, död ca. 1097, också känd som Trota av Salerno, Trotula Platearius, Trota, Trocta eller bara Trotula, var en kvinnlig läkare och författare som skrev en stor mängd viktiga arbeten kring gynekologi där den mest framstående är Kvinnans sjukdomar (Passionibus Mulierum Curandorum) eller (De passionibus mulierum) också känd som Trotula Major.

## Biografi
Lite är känt om hennes liv förutom att hon var verksam vid Salernoskolan. Hennes böcker argumenterar för att det krävs ett specifikt fokus på kvinnors sjukdomar och hälsa och avhandlar menstruation och barnafödande. I vissa fall utmanade hon rådande normer, exempelvis genom att stödja användandet av opiater till födande kvinnor för att lindra smärta. På andra sätt följer hon gängse uppfattningar, exempelvis då hon ansåg att kvinnor är mer mottagliga för sjukdomar på grund av Evas synd. Hon skrev också verket Encyclopaedia regimen sanitatis i samarbete med John Platearius som ska ha varit hennes man.
Var och när hon dog är okänt. Hennes existens har ifrågasatts och vissa har menat att hon skulle vara en fiktiv karaktär.[källa behövs] En samtida översättare har föreslagit att verket Trotula Major egentligen består av tre distinkta texter varav bara en skulle vara skriven av Trotula.

## Arbeten
Det verk som Trota omedelbart associeras med som författare är Practica secundum Trotam ("Praktisk medicin enligt Trota"). Det täcker en mängd olika medicinska ämnen, från infertilitet och menstruationsrubbningar till ormbett och kosmetika. Trota var berömd inom obstetrik och en känd barnmorska i Salerno. Trots att hennes verk är kända för sin praktiska information om gynekologi och obstetrik, skrev Trota också om medicinska problem för både män och kvinnor. I sin bok skrev hon också inom internmedicin och kirurgi. Detta illustrerar att Trota inte var begränsad till problem inom gynekologi eller obstetrik vid behandling av sina patienter. Practica upptäcktes först 1985 av California Institute of Technology-historikern John F. Benton. Benton hittade texten i ett manuscript i Madrid troligen skrevs i början av 1200-talet. En andra delkopia av texten upptäcktes av Monica H. Green i ett manuskript nu i Oxford. 1995 publicerade Piero Cantalupo en fullständig transkription av den ursprungliga latintexten i Madrids manuskript. Ingen fullständig översättning till engelska har ännu publicerats.

## Separera Trota från "Trotula"
"Trota" eller "Trocta" är de enda formerna av denna kvinnans namn som finns i Salernitana källor från 1100-talet. "Trotula" har däremot aldrig dokumenterats som ett kvinnligt namn. Under 1200-talet delades en del av läkarens arbete i "De curis mulierum" (om behandlingar för kvinnor) in i ett kompendium med tre olika verk om kvinnomedicin av tre olika författare. Eftersom Trotas verk var det enda av dem tre som innehöll ett namn på författaren så krediterades hon hela ensemblen, som ursprungligen döptes till titeln "Trotula", det lilla arbetet av Trota. När ensemblen började cirkulera utanför södra Italien, missförstods titeln "Trotula" som namn på författaren och "Trotula började ses som den singulära författaren till alla tre texterna i Trotula-ensemblen. Oavsett Trotas berömmelse som anhölls efter 1100-talet verkade det ha smälts samman med text personen "Trotula".

## Radering av den feminina Trota
Trotula-verken föll i händerna på Georg Kraut 1544, som omarrangerade de tre komponenttexterna så att de verkade som om de var författade av en enda person. Han tog också bort nämnandet av vanliga namn efter 300-talet, vilket fick framtida läsare och förläggare att anta att det var en gammal text. På 1500-talet, ändrade Casper Wolf, som fungerade som nästa redaktör för Trotula, namnet från Trotula till Eros (ett manligt namn) och redigerade en verbal form från feminin till maskulin för att det skulle överensstämma med namnändringen. Detta ackrediterade falskt texten till en man och placerade den under forntiden, vilket bidrog till radering av en kvinnlig författare under medeltiden. 
Under hela stipendiet av Trotula har historiker, forskare och filologer avfärdat hennes författarskap, kön och medicinska kunskaper på olika grunder. Till exempel, 1773, avfärdade Gruner Trotas möjliga författarskap till texterna eftersom hon nämndes i texten, inte specifikt som författaren; istället hänvisade han till författaren som ett okänt manligt. Ofta nedtrappas, uppgraderas eller avfärdas tidsperioden, kön, författartillskrivning och/eller Trotas utbildningsnivå baserat på forskarens fördomar eller syftet med deras forskning.